# Оберуцвіль
Оберуцвіль (нім. Oberuzwil) — громада  в Швейцарії в кантоні Санкт-Галлен, виборчий округ Віль.

## Географія
Громада розташована на відстані близько 140 км на північний схід від Берна, 20 км на захід від Санкт-Галлена.
Оберуцвіль має площу 14,1 км², з яких на 13,6% дозволяється будівництво (житлове та будівництво доріг), 59,1% використовуються в сільськогосподарських цілях, 25,7% зайнято лісами, 1,6% не є продуктивними (річки, льодовики або гори).

## Демографія
2019 року в громаді мешкало 6403 особи (+10% порівняно з 2010 роком), іноземців було 19,1%. Густота населення становила 455 осіб/км².
За віковим діапазоном населення розподілялося таким чином: 22,8% — особи молодші 20 років, 59,6% — особи у віці 20—64 років, 17,6% — особи у віці 65 років та старші. Було 2576 помешкань (у середньому 2,5 особи в помешканні).
Із загальної кількості 2172 працюючих 157 було зайнятих в первинному секторі, 688 — в обробній промисловості, 1327 — в галузі послуг.